# José Buruca
José María Buruca, noto come José Buruca Laforia (Atalaya, 16 maggio 1884 – San Martín, 6 giugno 1957), è stato un calciatore argentino, di ruolo portiere.

## Biografia
Era conosciuto come José Buruca Laforia, ma Laforia non era un cognome: era invece un riferimento alla provenienza della sua famiglia, originaria di Avellaneda.

## Caratteristiche tecniche
Portiere di statura contenuta, era dotato di un affinato senso della posizione che sopperiva alle mancanze fisiche; inoltre, usciva spesso dai propri pali per contrastare le azioni avversarie.

## Carriera

### Club
Buruca iniziò la propria carriera nel 1900: in quell'anno giocò per il Central Athletic Club. Nel 1901 passò al Barracas Athletic, ove rimase fino al 1904; in quest'ultima stagione fu il portiere della selezione argentina non ufficiale che disputò un incontro a Buenos Aires contro gli inglesi del Southampton. Nel 1905 si trasferì all'Alumni, insieme all'attaccante Carlos Lett. Con il club fondato da Alexander Watson Hutton rimase fino al 1908, vincendo tre campionati e due Copa Competencia. Nel 1909 passò all'Independiente, nella cui Rojo rimase fino al 1911. Giocò anche per Racing e Argentino di Quilmes; nel 1912, in seguito alla morte del padre, decise di ritirarsi dal calcio giocato.

### Nazionale
Fu il primo portiere in assoluto a vestire la maglia della Nazionale argentina in una partita ufficiale: debuttò infatti nel primo incontro dell'Argentina, il 20 luglio 1902 a Montevideo contro l'Uruguay. Nell'unica gara del 1903 l'estremo difensore della Nazionale fu Jorge Howard; Buruca tornò tra i pali della selección il 15 agosto 1905. Giocò poi il 15 agosto 1906, sempre a Montevideo, e registrò la sua ultima presenza il 15 agosto 1907 a Buenos Aires, in occasione della Copa Lipton tra Argentina e Uruguay. Durante quell'incontro dovette lasciare il campo al 60º per infortunio, venendo rimpiazzato da Alfredo Brown; questa sostituzione gli permise di rimanere imbattuto in tutte e 4 le gare disputate con la Nazionale.

## Statistiche

### Cronologia presenze e reti in nazionale
| Cronologia completa delle presenze e delle reti in nazionale ― Argentina | Cronologia completa delle presenze e delle reti in nazionale ― Argentina | Cronologia completa delle presenze e delle reti in nazionale ― Argentina | Cronologia completa delle presenze e delle reti in nazionale ― Argentina | Cronologia completa delle presenze e delle reti in nazionale ― Argentina | Cronologia completa delle presenze e delle reti in nazionale ― Argentina | Cronologia completa delle presenze e delle reti in nazionale ― Argentina | Cronologia completa delle presenze e delle reti in nazionale ― Argentina |
| Data                                                                     | Città                                                                    | In casa                                                                  | Risultato                                                                | Ospiti                                                                   | Competizione                                                             | Reti                                                                     | Note                                                                     |
| ------------------------------------------------------------------------ | ------------------------------------------------------------------------ | ------------------------------------------------------------------------ | ------------------------------------------------------------------------ | ------------------------------------------------------------------------ | ------------------------------------------------------------------------ | ------------------------------------------------------------------------ | ------------------------------------------------------------------------ |
| 20/07/1902                                                               | Montevideo                                                               | Uruguay                                                                  | 0 – 6                                                                    | Argentina                                                                | Amichevole                                                               | -0                                                                       |                                                                          |
| 15/08/1905                                                               | Buenos Aires                                                             | Argentina                                                                | 0 – 0                                                                    | Uruguay                                                                  | Copa Lipton                                                              | -0                                                                       |                                                                          |
| 15/08/1906                                                               | Montevideo                                                               | Uruguay                                                                  | 0 – 2                                                                    | Argentina                                                                | Copa Lipton                                                              | -0                                                                       |                                                                          |
| 15/08/1907                                                               | Buenos Aires                                                             | Argentina                                                                | 2 – 1                                                                    | Uruguay                                                                  | Copa Lipton                                                              | -0                                                                       | Esce al 60º                                                              |
| Totale                                                                   |                                                                          | Presenze                                                                 | 4                                                                        |                                                                          | Reti                                                                     | -0                                                                       |                                                                          |

## Palmarès

### Club

#### Competizioni nazionali
- Copa Campeonato: 3

Alumni: 1905, 1906, 1907
- Copa de Competencia Jockey Club: 2

Alumni: 1907, 1908
- Copa Bullrich: 1

Independiente: 1909